# Портико и Сан Бенедето
По̀ртико и Сан Бенедѐто (на италиански: Portico e San Benedetto, на местен диалект Pôrtic e San Bandét, Портик и Сан Банъдет) е община в северна Италия, провинция Форли-Чезена, регион Емилия-Романя. Разположено е на 162 m надморска височина. Населението на общината е 15 777 души (към 2012 г.).
Административен център е село Портико ди Романя. Други селища са Сан Бенедето ин Алпе и Бокони.

## История
До 1923 г. общината е част на провинция Флоренция, регион Тоскана. Тя се намира в историческата област, наречена Тосканска Романя (на италиански: Romagna Toscana). В тази година общината участва в провинция Ферара.